# Arboretum de la Vallée-aux-Loups
L'arboretum de la Vallée-aux-Loups est situé au cœur du Val d'Aulnay au 102, rue de Chateaubriand à Châtenay-Malabry, dans les Hauts-de-Seine (France). Ouvert gratuitement au public, il possède de nombreux arbres remarquables, dont deux ont reçu le label « arbre remarquable de France » par l'Association A.R.B.R.E.S. : un cèdre bleu pleureur de l’Atlas et un chêne à feuilles de myrsine. C'est le site le plus visité du département devant le musée Albert-Kahn.

## Histoire
Au XVIIIe siècle, le propriétaire agrémente sa propriété d'un jardin anglais . 
Il est enrichi au début du XIXe siècle par Charles-Louis Cadet de Gassicourt, pharmacien de Napoléon, par des espèces rares. 
Le marquis de Châteaugirons lui donne sa forme actuelle entre 1809 et 1835.
Il est acquis en 1890 par Gustave Croux pour en faire la vitrine des pépinières Croux. La famille y a longtemps résidé. 
En 1986, le conseil départemental des Hauts-de-Seine acquiert le cœur historique de l'établissement des pépinières Croux, avec le château du XVIIIe siècle. 
C'est actuellement un arboretum de 13,5 hectares ouvert gratuitement au public, au sein du parc de la Vallée-aux-Loups.
En 2016, l'arboretum a accueilli 300 482 visiteurs selon l'office du tourisme du département des Hauts-de-Seine. C'est le site le plus visité du département devant le musée Albert-Kahn.

## Arbres remarquables

### Le cèdre bleu pleureur de l'Atlas
À cet endroit, un pépiniériste planta un cèdre bleu de l'Atlas (Cedrus atlantica Glauca). Mais une mutation apparut qui donna un caractère pleureur à cet arbre. C'est donc le premier individu de la variété Cedrus atlantica Pendula (cèdre bleu pleureur de l'Atlas) qui est toujours visible à l'arboretum. 
Cet arbre, qui couvre plus de 600 m2, est en réalité un exemplaire unique, car les graines qu'il donne produisent des arbres ordinaires non pleureurs. Tous les autres cèdres bleus pleureurs de l'Atlas sont des boutures ou des greffes réalisées à partir de ce seul exemplaire.
En 2011, les structures servant au soutien des branches en cas d'intempéries (vent ou neige principalement) ont été remplacées par des sculptures en résine du sculpteur Francis Ballu.

### Le chêne à feuilles de myrsine
L'arboretum possède ėgalement un des rares exemplaires européens de chêne à feuilles de myrsine (Quercus myrsinifolia). Cet arbre a obtenu le label « arbre remarquable de France » délivré par l'association A.R.B.R.E.S. en 2001.

## Collections
Dans les serres de l’arboretum se trouve la Collection nationale de Convolvulacées.

## Galerie

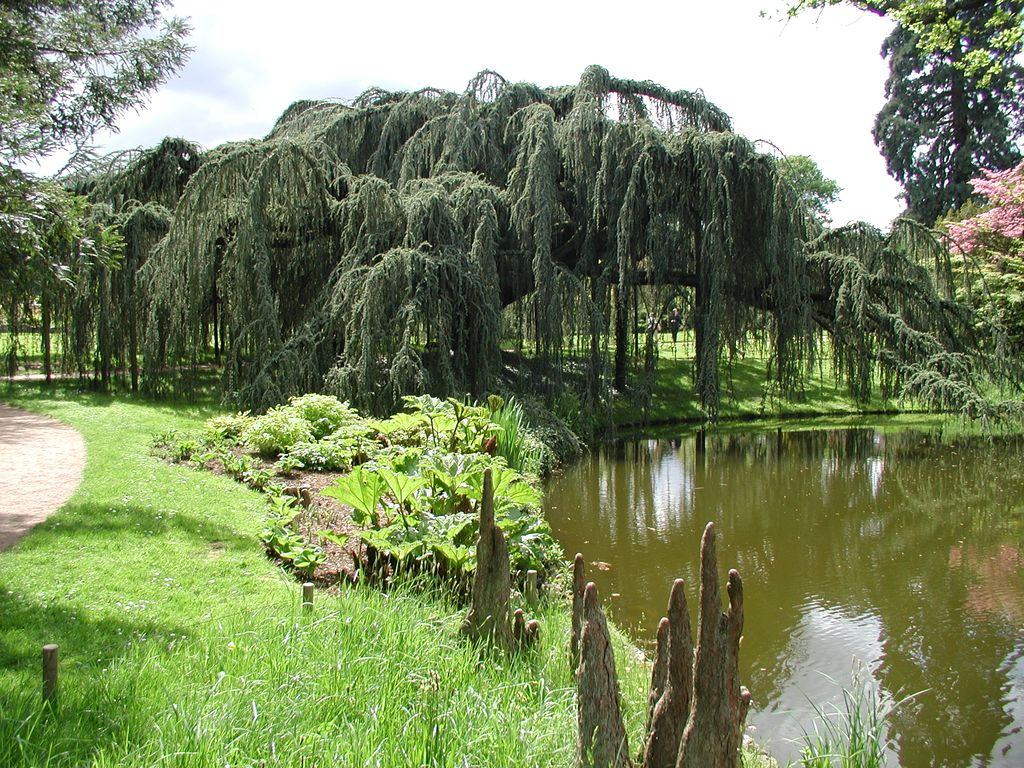
Le cèdre bleu pleureur de l'Atlas.
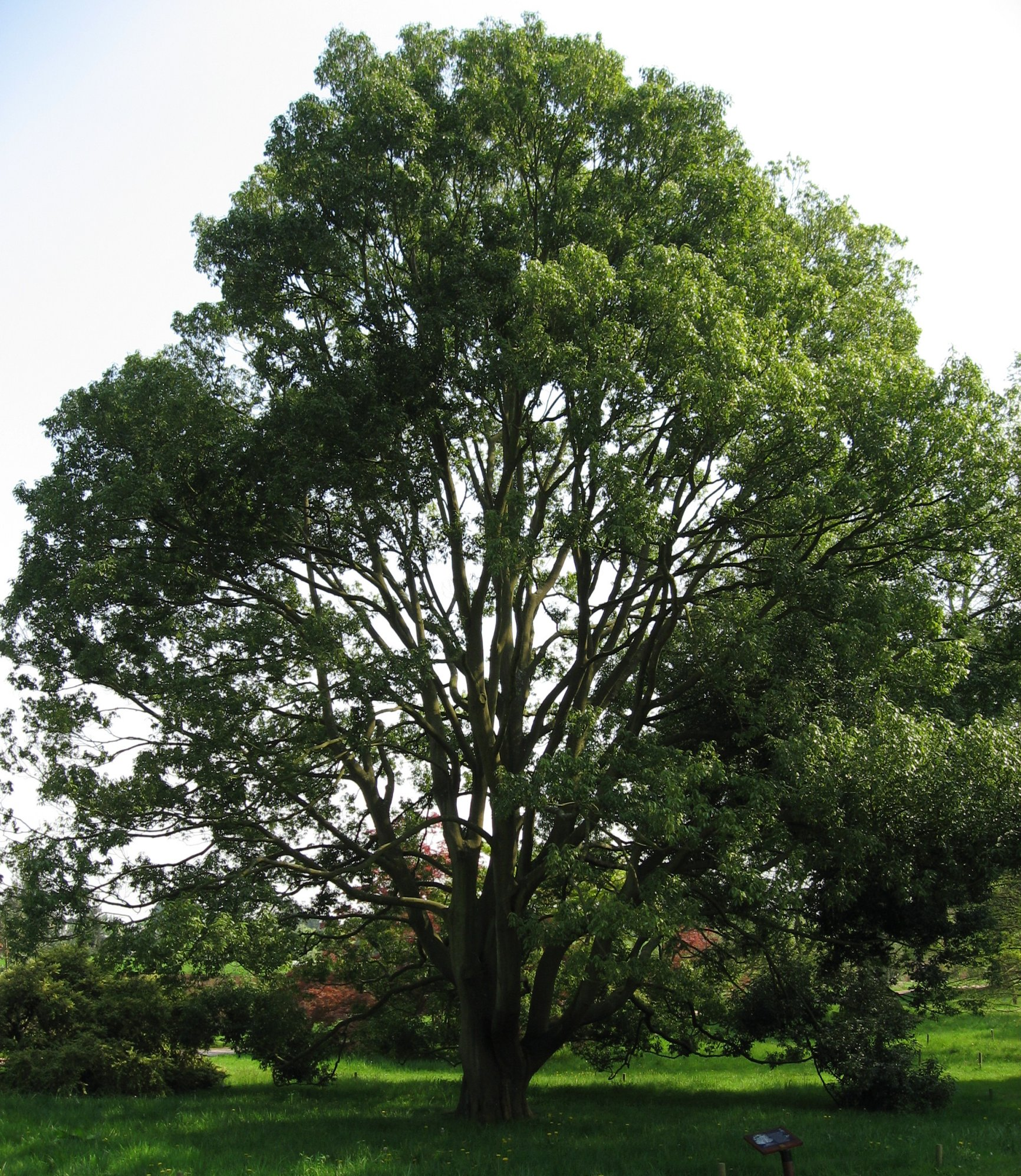
Le chêne à feuilles de myrsine.
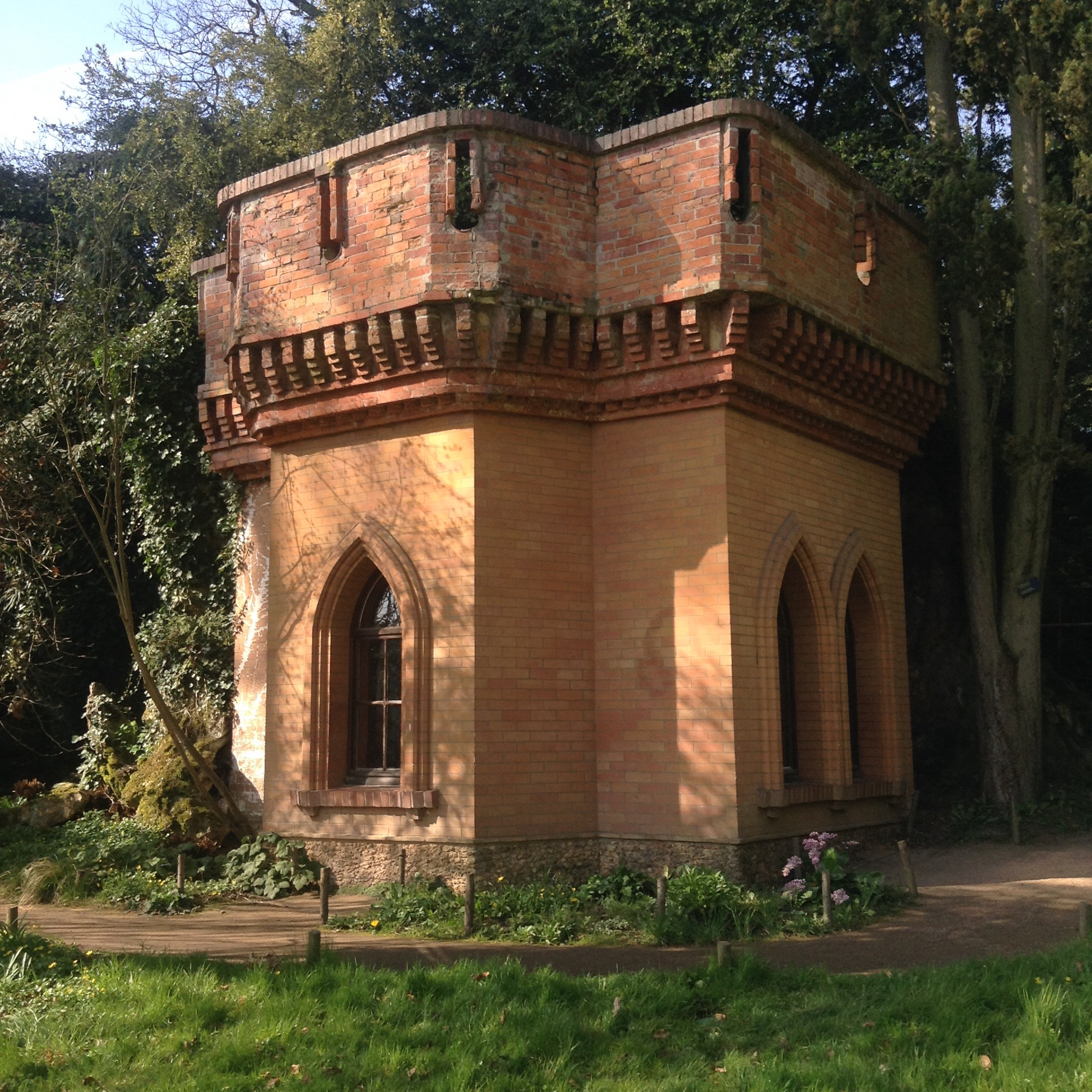
le Pavillon mauresque.
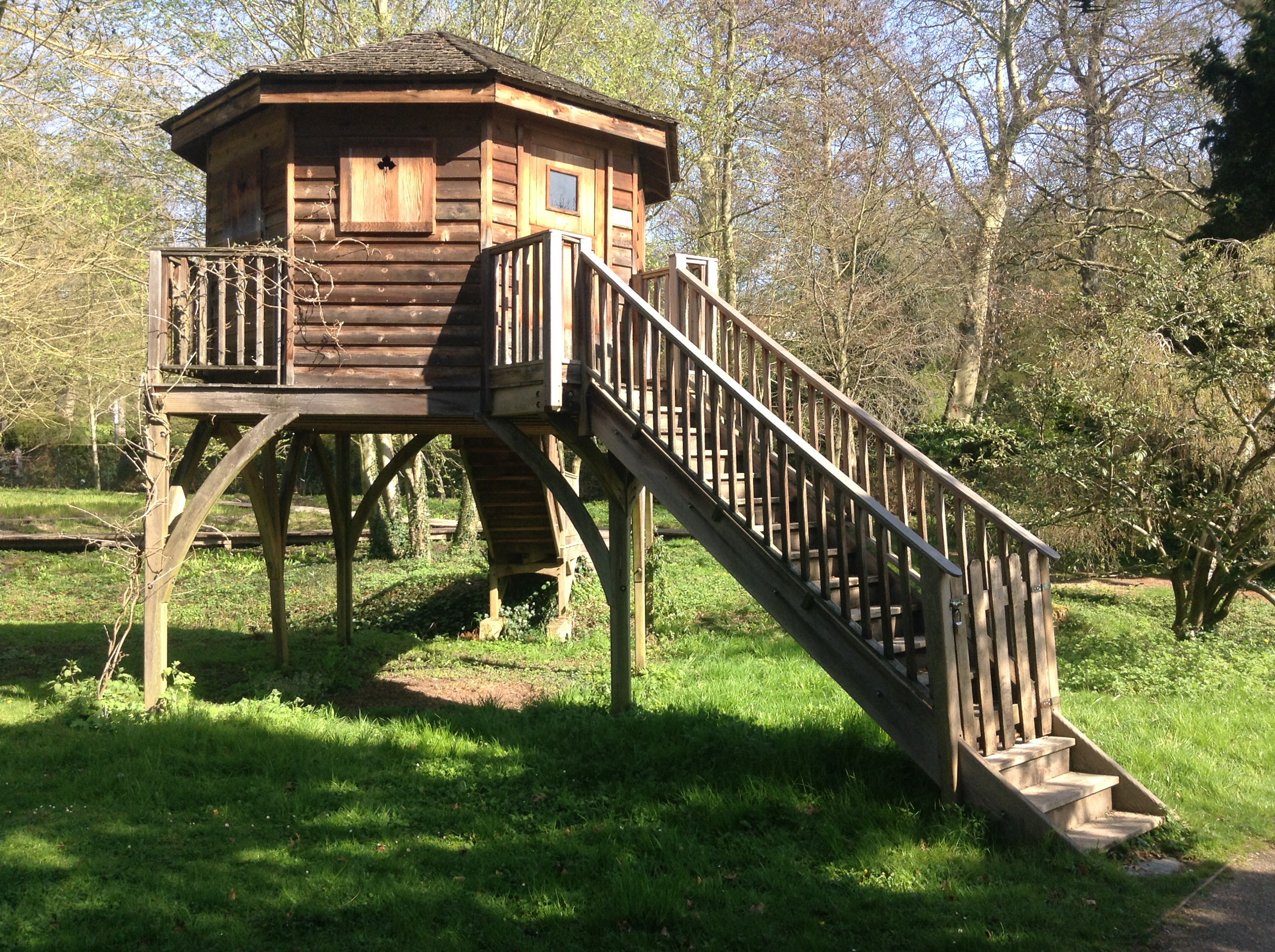
La cabane d'observation.
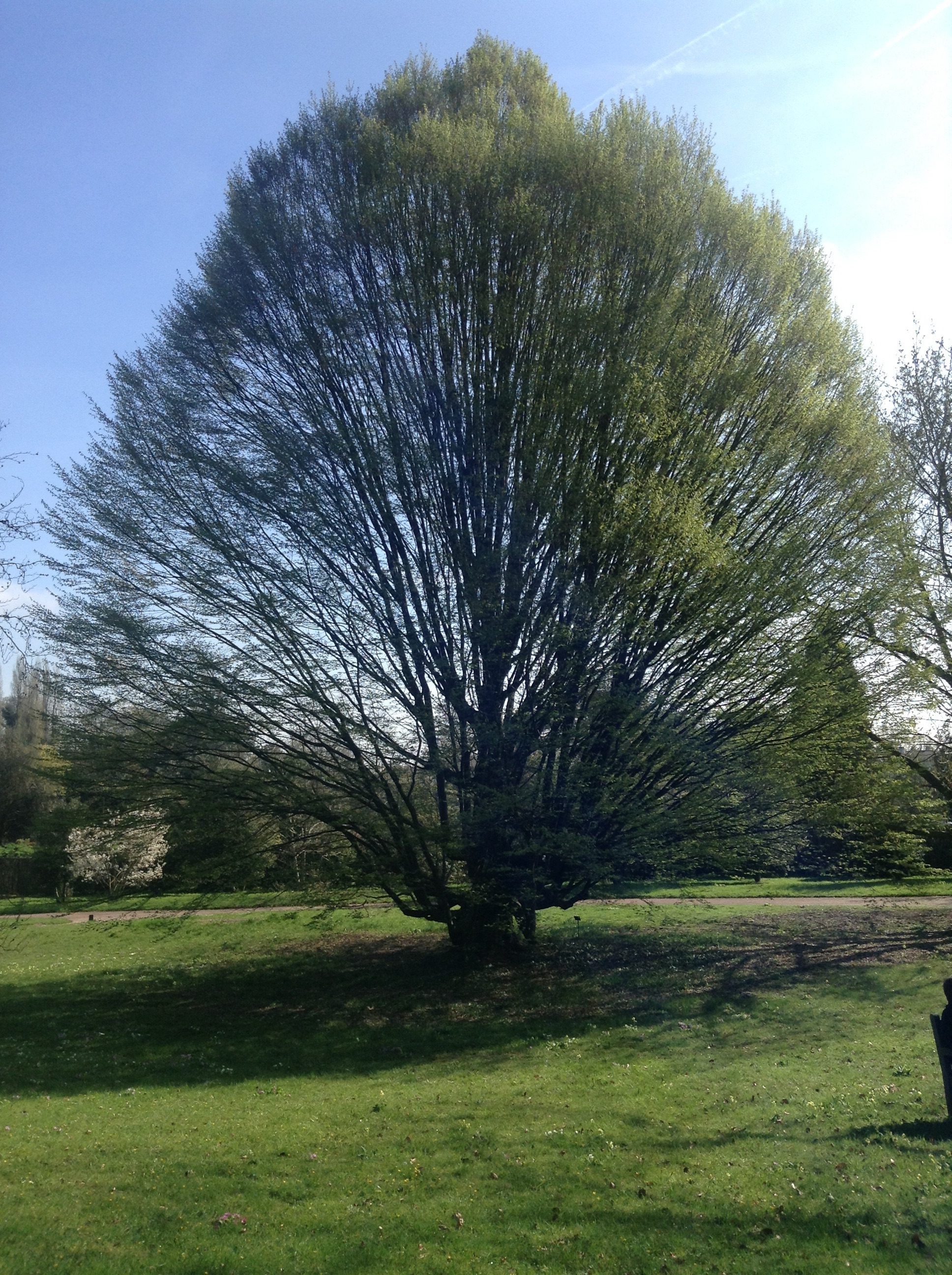
Le charme pyramidal.
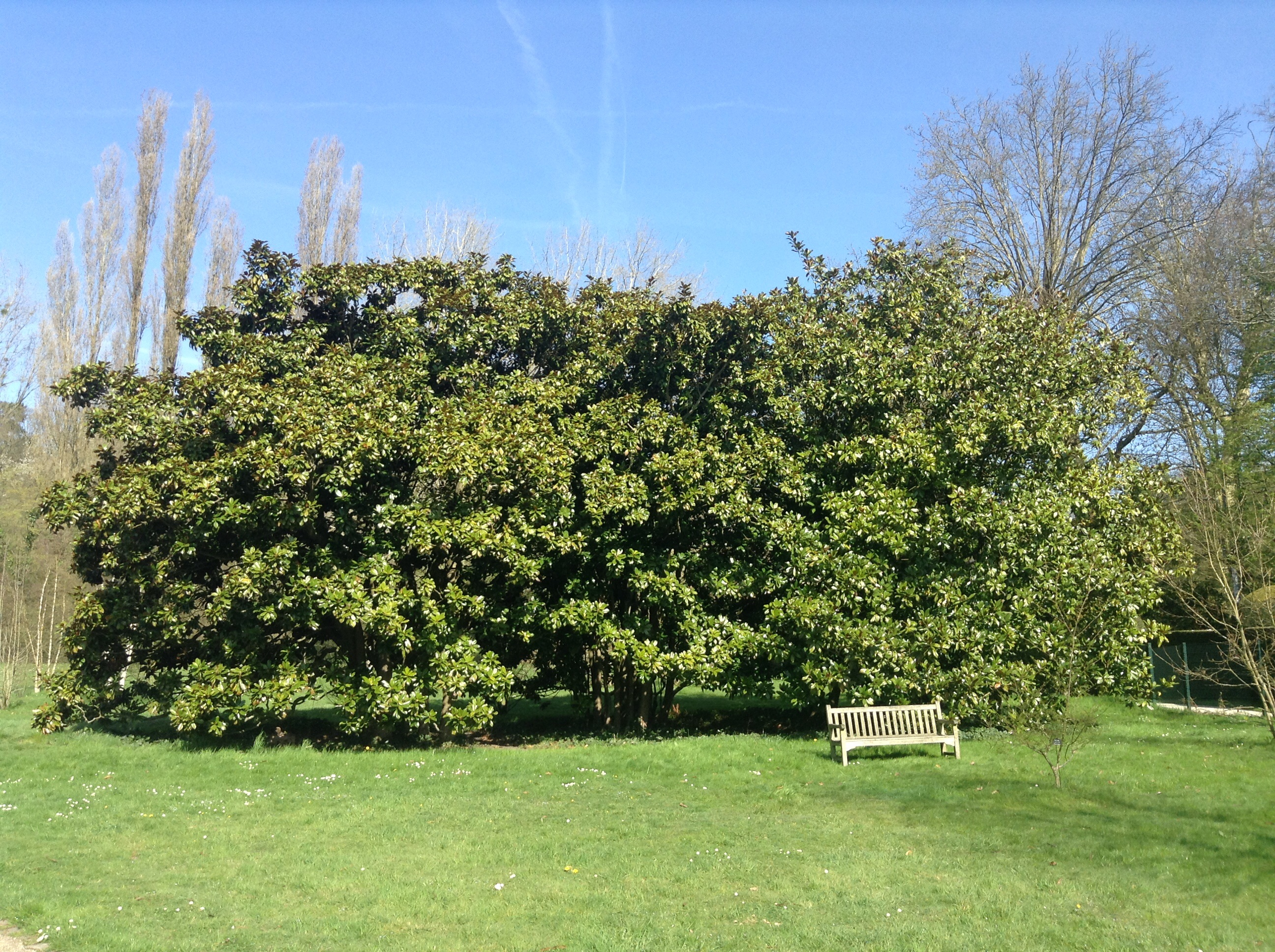
Une aire de repos.